# Think Like a Man Too (bande originale)
Albums de Mary J. Blige
A Mary Christmas
(2013) The London Sessions
(2014)
Singles
1. Suitcase
Sortie : 3 juin 2014

Think Like a Man Too est un album de Mary J. Blige, sorti le 17 juin 2014.
Cet album, qui est la bande originale du film du même nom, s'est classé 3e au Top Soundtracks, 6e au Top R&B/Hip-Hop Albums et 30e au Billboard 200.

## Liste des titres
| No  | Titre                                            | Auteur | Contient un (des) sample(s) de        | Durée |
| --- | ------------------------------------------------ | --- | ------------------------------------- | ----- |
| 1.  | A Night to Remember                              | Dana Myers, Charmaine Elaine Sylvers, Nidra Sylvers |                                       | 4:14  |
| 2.  | Vegas Nights (featuring The-Dream)               | Mary J. Blige, Terius Nash, Christopher Stewart |                                       | 3:05  |
| 3.  | Moment of Love                                   | Nash, Stewart |                                       | 4:07  |
| 4.  | See That Boy Again (featuring Pharrell Williams) | Williams |                                       | 4:13  |
| 5.  | Wonderful                                        | Priscilla Renea Hamilton, Blige, LaShawn Daniels, Ronald Colson, Warren Felder, Andrew Wansel, Stephen Mostyn, Raysean Hairston, Kamaal Fareed, Ali Shaheed Jones-Muhammad, Grover Washington, Jr. | Push It Along de A Tribe Called Quest | 3:31  |
| 6.  | Kiss and Make Up                                 | Hamilton, Blige, Daniels, Colson, Felder, Wansel, Mostyn, Hairston, Ronnie Laws | Every Generation de Ronnie Laws       | 3:31  |
| 7.  | Cargo                                            | Nash, Stewart, Blige, Fred Tackett | Fool Yourself de Little Feat          | 3:02  |
| 8.  | Suitcase                                         | Mark J. Feist, Crystal Nicole, Adrian Sotomayor |                                       | 3:48  |
| 9.  | I Want You                                       | Jerry Duplessis, Arden Altino, Jazmine Sullivan |                                       | 6:15  |
| 10. | Self Love                                        | Daryhl Camper, Samuel Dew, Blige |                                       | 3:43  |
| 11. | Power Back                                       | Nash, Stewart, Blige |                                       | 3:56  |
| 12. | All Fun and Games                                | Nash, Stewart |                                       | 4:45  |
| 13. | Better                                           | Nash, Stewart |                                       | 4:06  |
| 14. | Propose                                          | Nash, Stewart |                                       | 4:21  |